# Sylvie (album)
Albums de Sylvie Vartan
Twiste et chante
(1963)
Sylvie est le premier album de Sylvie Vartan, paru en 1962 en LP 33 tours. Il est réédité en CD en 1991.

## Liste des titres
1. Moi je pense encore à toi
2. Quand le film est triste
3. L'amour c'est aimer la vie
4. Baby c'est vous
5. Les vacances se suivent
6. Dansons
7. Le Loco-Motion
8. M'amuser
9. Tous mes copains
10. Gong-Gong
11. Comme l'été dernier
12. Ne le déçois pas
13. Cri de ma vie
14. Est-ce que tu le sais